# L'Île de la désunion
L'Île de la Désunion est la onzième histoire de la série Benoît Brisefer de Pascal Garray. Elle est publiée pour la première fois en album en 1995. Le titre est une allusion humoristique à l'île de la Réunion.

## Résumé
Benoît Brisefer aide Serge Vladlavodka à porter de lourds colis jusqu'à sa voiture. Il apprend alors que les studios Mondiafilm vont réaliser un film d'espionnage et qu'ils ont demandé à M. Vladlavodka de concevoir toute une panoplie de gadgets ultra-modernes (robots télécommandés, voiture, montre à rayon laser, etc). Quelques jours après, Benoît découvre que M. Vladlavodka a disparu, et tout le porte à croire qu'il a été emmené dans une ville du sud de la France, Lacalanque. Benoît décide de se rendre en train dans cette ville (planches 1 à 15).
Arrivé sur place, il retrouve l'équipe du film et mène une enquête qui lui permet de découvrir que M. Vladlavodka a été enlevé et emmené sur la petite île de Plata Costa. Après avoir réparé un avion piloté par un certain John Breakwood qui a écrasé son avion sur la plage, Benoît, en guise de récompense, demande au pilote de l’emmener sur l'île de Plata Costa. La DCA de l'île attaque l'avion à coup de roquettes et Benoît saute de l'avion. Il tombe à la mer et regagne le rivage à la nage (planches 16 à 29).
Benoît découvre que l'île est en proie à une succession de révolutions menées par trois officiers généraux de l'île : l'amiral Angelo Cotalos, le général Alfredo Petizos et le général Octavo Marengo. Benoît apprend que M. Vladlavodka a été enlevé sur ordre de l'amiral Cotalos, actuellement au pouvoir, qui le contraint à fabriquer des engins destructeurs pour affermir son pouvoir militaire. 
Benoît se rend au palais présidentiel et rencontre l'amiral Cotalos. Celui-ci ordonne l'arrestation de Benoît qui, entre-temps, a perdu ses pouvoirs exceptionnels (au cours de la « baignade » forcée lors de son arrivée sur l’île, il a attrapé un rhume). Benoît parvient néanmoins à échapper aux policiers de l'amiral Cotalos et à se cacher. Il retrouve le pilote John Breakwood et fait la connaissance d'un vendeur de fruits et légumes, Sergi Godaños (planches 30 à 38).

### Dénouement
Aidé par John Breakwood et Sergi Godaños, Benoît trouve l'endroit où est détenu M. Vladlavodka et le libère. Il fait en sorte que les trois concurrents pour le pouvoir suprême (Cotalos, Petizos et Marengo) se livrent une lutte sans merci et se neutralisent mutuellement. Sergi Godaños en profite pour faire une déclaration selon laquelle les habitants de l'île sont excédés par les guerres incessantes et en profite pour annoncer l'organisation prochaine d'élections. Dans une tentative désespérée, Cotalos essaie de maîtriser Benoît et ses amis, mais sans succès : il est fait prisonnier. Benoît retourne chez lui grâce à John Breakwood. Sergi Godaños est élu président de la République de Plata Costa, moins trois voix. L'armée de l'île est dissoute ... et Cotalos devient le portier du palais (planches 39 à 46).

## Personnages principaux
- Benoît Brisefer
- Serge Vladlavodka
- John Breakwood, pilote pour les studios Mondiafilm
- Julien, cascadeur pour les studios Mondiafilm
- Rémi, mécanicien pour les studios Mondiafilm
- Sergi Godaños, marchand de fruits et légumes à Plata Costa
- Angelo Cotalos, amiral de la marine de Plata Costa
- Octavo Marengo, général de l'armée de Plata Costa
- Alfredo Petizos, commandant de l'aviation de Plata Costa